# Regionale raad van Misgav
De regionale raad van Misgav (Hebreeuws: מועצה אזורית משגב, Mo'atza Azorit Misgav) is een regionale raad in Israël. Misgav is de Hightech-plaats in Israël met bedrijven zoals IBM, Microsoft en Intel.

## Gemeenschappen

### Kibboetsen
| - Eshbal - Yahad | - Kishor - Lotem | - Moran - Pelekh | - Tuval |

### Moshaven
- Jaäd
- Jodfat

### Andere dorpen
| - Atzmon - Avtalion - Esjhar - Gilon - Har Halutz - Hararit | - Harashim - Kammon - Koranit - Lavon - Ma'ale Tzvia | - Manof - Mikhmanim - Mitzpe Aviv - Moreshet - Rakefet | - Shekhanya - Shorashim - Tal El - Tzurit - Yuvalim | - Arab al-Na'im - Demeide - Hamdon - Hussniyya - Kamanneh | - Ras al-Ein - Sallama |

Abu Basma · Alona · al-Batuf · Be'er Tuvia · Beit She'an Vallei · Bnei Shimon · Brenner · Bustan al-Marj · Centraal Arava · Drom HaSharon · Esjkol · Gan Raveh · Gederot · Gezer · Gilboa · Golan · Gush Etzion · Har Hebron · Hefervallei · Hevel Eilot · Hevel Modi'in · Hevel Yavne · Hof Ashkelon · Hof HaCarmel · Hof HaSharon · Jizreëlvallei · Emek HaYarden · Bik'at HaYarden · Lakhish · Lev HaSharon · Lodvallei · Lager Galilea · Ma'ale Yosef · Mateh Asher · Mateh Binyamin · Mateh Yehuda · Megiddo · Megilot · Menashe · Merhavim · Merom HaGalil · Mevo'ot HaHermon · Misgav · Nahal Sorek · Ramat HaNegev · Sha'ar HaNegev · Sdot Negev · Shafir · Shomron · Tamar · Hoger Galilea · Yoav · Zevoeloen